# 魏子雅
魏子雅（1984年—），本名魏靜婷，重慶人，生於貴州貴陽市，中國模特兒。曾擔任過汽車模特兒，現為珠海中娛旗下簽約的主持藝人。於2007年在寧波舉辦環球小姐中國選區決賽中獲得冠軍，代表中國參加在越南芽莊舉行的2008年度環球小姐競選。

## 個人資料
- 身高：175公分
- 體重：52公斤
- 三圍：胸圍79、腰围66 、臀圍88

## 選美經歷
- 2004年世界旅遊小姐中國區總決賽
- 2007年環球小姐中國區決賽冠軍
- 2008年環球小姐中國代表

## 學歷問題
魏子雅曾自稱自己是四川外语学院文秘英语专业畢業，但四川外語學院方面表示魏子雅並非該校畢業生。